# Condado de Duval (Florida)
El condado de Duval es un condado ubicado en el estado de Florida.  En 2000, su población era de 778 879 habitantes.  Su sede está en Jacksonville.

## Historia
El condado de Duval fue creado en 1822. Su nombre es el de William Pope DuVal, gobernador del Territorio de Florida entre 1822 y 1834. Al crearse el condado de Duval al mismo tiempo que el condado de Jackson, ambos cubrían una gran extensión, desde el río Suwannee al oeste hasta la línea que va de Jacksonville hasta la desembocadura del río Suwannee al este. El 1 de octubre de 1968, se fusionaron los gobiernos del condado de Duval y de la ciudad de Jacksonville. Sin embargo, las ciudades costeras de Atlantic Beach, Baldwin, Jacksonville Beach y Neptune Beach no están incluidas en los límites de la ciudad de Jacksonville. A principios de la década de 1990 estas tres ciudades intentaron formar un nuevo condado, pero la idea no prosperó.

## Demografía
Según el censo de 2000, el condado cuenta con  778 879 habitantes, 303 747 hogares y 201 688 familias residentes.  La densidad de población es de 389 hab/km² (1007 hab/mi²).  Hay 329 778 unidades habitacionales con una densidad promedio de 165 u.a./km² (426 u.a./mi²).  La composición racial de la población del condado es 65,80% Blanca, 27,83% Afroamericana o Negra, 0,33% Nativa americana, 2,71% Asiática, 0,06% De las islas del Pacífico, 1,31% de Otros orígenes y 1,96% de dos o más razas.  El 4,10% de la población es de origen hispano o latino cualquiera sea su raza de origen.
De los 303 747 hogares, en el 33,30% de ellos viven menores de edad, 46,50% están formados por  parejas casadas que viven juntas, 15,60% son llevados por una mujer sin esposo presente y 33,60% no son familias. El 26,50% de todos los hogares están formados por una sola persona y 7,80% de ellos incluyen a una persona de más de 65 años.  El promedio de habitantes por hogar es de 2,51 y el tamaño promedio de las familias es de 3,06 personas.
El 26,30% de la población del condado tiene menos de 18 años, el 9,60% tiene entre 18 y 24 años, el 32,40% tiene entre 25 y 44 años, el 21,20% tiene entre 45 y 64 años  y el 10,50% tiene más de 65 años de edad. La mediana de la edad es de 34 años.  Por cada 100 mujeres hay 94,20 hombres y por cada 100 mujeres de más de 18 años hay 90,90 hombres.
La renta media de un hogar del condado es de $40 703, y la renta media de una familia es de $47 689. Los hombres ganan en promedio $32 954 contra $26 015 para las mujeres. La renta per cápita en el condado es de $20 753.  11,90% de la población y 9,20% de las familias tienen entradas por debajo del nivel de pobreza. De la población total bajo el nivel de pobreza, el 16,40% son menores de 18 y el 11,60% son mayores de 65 años.

## Ciudades y pueblos
- Atlantic Beach
- Baldwin
- Jacksonville
- Jacksonville Beach
- Neptune Beach

### Administración local
- Ciudad de Jacksonville Página del la ciudad de Jacksonville y del Condado de Duval
- Registro de propiedad del Condado de Duval
- Supervisión de elecciones del Condado de Duval
- Oficina de impuestos del Condado de Duval
- Oficina del alguacil de Jacksonville

### Turismo
- Oficina de turismo de Jacksonville y las playas

- Datos: Q493605
- Multimedia: Duval County, Florida / Q493605